# エリック・バーン
エリック・バーン（Eric Berne、1910年5月10日 - 1970年7月15日）は、カナダ出身の精神科医。1957年に交流分析(Transactional Analysis：TA)を提唱した。

## 生涯
- 1910年：カナダのケベック州モントリオールで開業医の子として生まれる。ユダヤ系[1]。
- 1935年：マギル大学より医学博士の学位を取得した。
- 1941年：ニューヨーク精神分析協会(New York Psychoanalytic Institute )で精神分析医としての訓練を開始し、パウル・フェダーン(Paul Federn)の教育分析を受けた。
- 1946年：サンフランシスコ精神分析協会(San Francisco Psychoanalytic Institute)で精神分析医としての訓練を再開し、翌年にエリック・エリクソン(Erik Erikson)の教育分析を受け、2年間ともに仕事をした。
- 1956年：サンフランシスコ精神分析協会に精神分析医としての資格申請を行うが却下される。
- 1957年：米国集団精神療法学会(American Group Psychotherapy Association)の西部大会で『交流分析：新しい効果的な集団療法("Transactional Analysis: A New and Effective Method of Group Therapy"）』と題する研究発表をした。
- 1958年：前年に発表した論文が「American Journal of Psychotherapy」に掲載され、TAは有名になる。
- 1958年以降、サンフランシスコ社会精神医学セミナー(San Francisco Social Psychiatry Seminars)を主宰し、毎週火曜日の夜に開催した。

## 著書
- Berne, E.　(1947)　The Mind in Action.
- Berne, E.　(1957)　A Layman's Guide to Psychiatry and Psychoanalysis.
- Berne, E.　(1961)　Transactional Analysis in Psychotherapy.
- Berne, E.　(1963)　Structure and Dynamics of Organizations and Groups.
- Berne, E.　(1964)　Games People Play.
  - （バーンE.（著）　南博（訳）　1967　人生ゲーム入門：人間関係のテクニック　東京：河出書房）
  - （バーンE.（著）　南博（訳）　1976/1994/2000　人生ゲーム入門：人間関係の心理学　東京：河出書房新社）
- Berne, E.　(1966)　Principles Group Treatment.
- Berne, E.　(1970)　Sex in Human Loving.
  - （バーンE.（著）　石川弘義・深澤道子（訳）　1976　交流分析による愛と性　東京：番町書房）
  - （バーンE.（著）　石川弘義・深澤道子（訳）　1999　交流分析による愛と性　東京：金子書房）
- Berne, E.　(1971)　What Do You Say After You Say Hello?
  - （バーンE.（著）　丸茂ひろみ・三浦理恵（訳）　2018　エリック・バーン　人生脚本のすべて　東京：星和書店）